# Arrow (seriál)
Arrow je americký akční televizní seriál, natočený podle komiksu Green Arrow vydavatelství DC Comics. V titulní roli Green Arrowa, maskovaného superhrdiny, který chrání své město Starling City (později přejmenované na Star City) před zločinem, se představil Stephen Amell. Ve stejném fikčním světě se odehrávají i další odvozená díla. Seriál byl vysílán v letech 2012–2020 na stanici The CW, vzniklo osm řad s celkem 170 díly. V Česku jej od roku 2013 premiérově uvádí stanice Nova Action.

## Příběh
Příběh sleduje Olivera Queena, miliardáře ze Starling City, který byl pět let považován za mrtvého, neboť byl na rodinné jachtě, která se potopila u čínských břehů. Oběťmi této události byli i jeho otec Robert a sestra Oliverovy přítelkyně Sara Lanceová. Po pěti letech strávených na zdánlivě opuštěném ostrově i na dalších místech je zachráněn a přivezen zpět do Starling City.
Po svém návratu se znovu setká se svou matkou Moirou a jejím novým manželem Walterem. Je také přivítán svou mladší sestrou Theou a nejlepším kamarádem Tommym. Se svojí bývalou přítelkyní Laurel Lanceovou se snaží sblížit, ta ho však viní ze smrti své sestry Sary, o níž se dozvěděla, že měla s Oliverem poměr.
Přes den Oliver hraje milionářského playboye, ale v noci se z něj stává strážce v zelené kapuci s lukem a šípy, který v první řadě seriálu plní otcovo přání odčinit hříchy rodiny Queenů, bojovat se zkaženou společností a vrátit Starling City ztracenou slávu. Protože však jedná mimo zákon, zaměří se na něj detektiv Quentin Lance, otce Laurel a Sary, který je odhodlaný ho dopadnout, i když nezná jeho pravou identitu. Oliverovi v boji se zločinem pomáhá bývalý voják John Diggle a později se k nim přidají i další. První série se také věnuje boji s Dark Archerem.
Ve druhé sezóně musí Oliver čelit nebezpečným útokům bývalého australského agenta Sladea Wilsona, se kterým se poznal na ostrově a který vůči němu plánuje vendetu. Třetí série se věnuje konfliktu s mocným Ra'sem al Ghulem, čtvrtá řada přinesla nového nepřítele v podobě magii ovládajícího Damiena Darhka a také přejmenování města na Star City. Pátá sezóna se zaměřuje na boj proti záhadnému Prometheovi, který se Green Arrowovi mstí. V šesté řadě čelí Arrowův tým mocnému drogovému dealerovi a králi podsvětí Ricardu Diazovi. V sedmé sérii se proti Oliverovi postaví jeho polorodá sestra Emiko vedoucí organizaci Ninth Circle. Závěrečná osmá řada se věnuje úkolům, které Oliver Queen plní na popud mimozemšťana jménem Mar Novu, jenž se snaží zabránit zničení mnohovesmíru.

## Obsazení
- Stephen Amell (český dabing: Libor Bouček) jako Oliver Queen / Arrow / Green Arrow, syn z miliardářské rodiny, který se díky výcviku za pět let, kdy byl považován za mrtvého, zocelil v neohroženého bojovníka
- Katie Cassidy (český dabing: René Slováčková) jako Laurel Lanceová / Black Canary / Black Siren (1.–4. a 6. řada, jako host v 5., 7. a 8. řadě), právnička, Oliverova bývalá přítelkyně
- Colin Donnell (český dabing: Petr Lněnička) jako Tommy Merlyn (1. řada, jako host ve 2., 3., 6.–8. řadě), nejlepší kamarád Olivera
- David Ramsey (český dabing: Martin Stránský [1. řada], Pavel Vondra [2.–5. řada]) jako John Diggle / Spartan, Oliverův partner a bodyguard, bývalý voják
- Willa Holland (český dabing: Klára Jandová) jako Thea Queenová / Speedy, mladší sestra Olivera (1.–6. řada, jako host v 7. a 8. řadě)
- Susanna Thompson (český dabing: Ilona Svobodová [1. řada], Monika Žáková [2.–3. a 5. řada]) jako Moira Queenová (1.–2. řada, jako host ve 3., 5. a 8. řadě), Oliverova a Theina matka
- Paul Blackthorne (český dabing: Pavel Šrom) jako detektiv Quentin Lance, policista, otec Laurel (1.–6. řada, jako host v 7. a 8. řadě)
- Emily Bett Rickards (český dabing: Martina Kechnerová) jako Felicity Smoaková / Overwatch (2.–7. řada, jako host v 1. a 8. řadě), počítačová specialistka
- Colton Haynes (český dabing: Radek Škvor [1. a 2. řada], Jan Škvor [3. a 4. řada]) jako Roy Harper / Arsenal (2.–3. a 7. řada, jako host v 1., 4., 6. a 8. řadě), zlodějíček, který se spřátelil s Theou
- Manu Bennett (český dabing: Jakub Saic) jako Slade Wilson / Deathstroke (2. řada, jako host v 1., 3., 5., 6. a 8. řadě), australský agent, se kterým Oliver spolupracoval na ostrově
- John Barrowman (český dabing: Libor Hruška [1. řada], Libor Terš [2.–5. řada]) jako Malcolm Merlyn / Dark Archer (3.–4. řada, jako host v 1., 2., 5., 7. a 8. řadě), otec Tommyho a přítel rodiny Queenových
- Echo Kellum (český dabing: Petr Burian) jako Curtis Holt / Mister Terrific (5.–7. řada, jako host ve 4. a 8. řadě), vědec a vynálezce
- Josh Segarra (český dabing: Radek Hoppe) jako Adrian Chase / Prometheus (5. řada, jako host v 6. a 8. řadě), okresní návladní
- Rick Gonzalez (český dabing: Michal Holán) jako Rene Ramirez / Wild Dog (6.–8. řada, jako host v 5. řadě), starostův asistent
- Juliana Harkavy (český dabing: Irena Máchová) jako Dinah Drakeová / Black Canary (6.–8. řada, jako host v 5. řadě), detektiv
- Kirk Acevedo jako Ricardo Diaz / Dragon (7. řada, jako host v 6. řadě), drogový magnát
- Sea Shimooka jako Emiko Queen / Green Arrow (7. řada, jako host v 8. řadě), Oliverova polorodá sestra, která převzala masku Green Arrowa, zatímco byl ve vězení
- Katherine McNamara jako Mia Smoak / Blackstar / Green Arrow (8. řada, jako host v 7. řadě), dcera Olivera a Felicity, rovněž působící jako Green Arrow
- Ben Lewis jako William Clayton (8. řada, jako host v 7. řadě), Oliverův syn, počítačový expert
- Joseph David-Jones jako Connor Hawke (8. řada, jako host v 7. řadě), adoptivní syn Johna Diggla, agent A.R.G.U.S.u
- LaMonica Garrett jako Mar Novu / Monitor (8. řada, jako host v 7. řadě), mnohovesmírná bytost

## Vysílání
| Řada | Díly | Premiéra v USA | Premiéra v USA  | Premiéra v ČR     | Premiéra v ČR      |
| Řada | Díly | První díl      | Poslední díl    | První díl         | Poslední díl       |
| ---- | ---- | -------------- | --------------- | ----------------- | ------------------ |
| 1    | 23   | 10. října 2012 | 15. května 2013 | 20. října 2013    | 19. ledna 2014     |
| 2    | 23   | 9. října 2013  | 14. května 2014 | 28. prosince 2014 | 15. března 2015    |
| 3    | 23   | 8. října 2014  | 13. května 2015 | 21. února 2016    | 8. května 2016     |
| 4    | 23   | 7. října 2015  | 25. května 2016 | 11. září 2016     | 27. listopadu 2016 |
| 5    | 23   | 5. října 2016  | 24. května 2017 | 19. února 2018    | 13. března 2018    |
| 6    | 23   | 12. října 2017 | 17. května 2018 | nebylo vysíláno   | nebylo vysíláno    |
| 7    | 22   | 15. října 2018 | 13. května 2019 | nebylo vysíláno   | nebylo vysíláno    |
| 8    | 10   | 15. října 2019 | 28. ledna 2020  | nebylo vysíláno   | nebylo vysíláno    |

První díl seriálu byl na stanici The CW uveden 10. října 2012 a stal se nejsledovanější úvodní epizodou seriálu této televize od premiéry Upířích deníků v roce 2009 a také celkově nejsledovanějším pořadem The CW za poslední tři roky. O několik dní později si stanice objednala plnohodnotnou první řadu s 23 díly. Prodloužení o druhou sezónu bylo oznámeno v únoru 2013, třetí série byla objednána v únoru 2014 a čtvrtá řada, která se podle producenta Marca Guggenheima nese v lehčím duchu, v lednu 2015. Dne 11. března 2016 ohlásila stanice The CW objednání páté řady seriálu, jejíž úvodní díl měl premiéru 5. října 2016. Šestá série byla objednána 8. ledna 2017, její první díl byl odvysílán 12. října 2017. K ohlášení sedmé řady došlo 2. dubna 2018, uvedena byla na podzim 2018. Dne 31. ledna 2019 bylo oznámeno objednání osmé řady. Ta byla coby závěrečná zkrácena na 10 epizod. Její první díl byl uveden 15. října 2019, závěrečný díl celého seriálu pak 28. ledna 2020.

## Související seriály
Na internetu byla v listopadu a prosinci 2013 publikována propagační minisérie Blood Rush, sponzorovaná firmou Bose Corporation. V šesti krátkých dílech si své role z Arrowa zopakovali Colton Haynes (Roy), Emily Bett Rickards (Felicity) a Paul Blackthorne (detektiv Lance).
Od 7. října 2014 vysílá televize The CW odvozený seriál Flash, jehož protagonistou je policejní forenzní analytik Barry Allen, ztvárněný Grantem Gustinem. Barry Allen se poprvé objevil v druhé řadě Arrowa – v jejím 8. díle nazvaném „Vědec“, který byl premiérově odvysílán 4. prosince 2013, a v následném 9. díle s názvem „Tři duchové“, uvedeném 11. prosince téhož roku. Původně tvůrci zamýšleli uvést postavu Flashe také ve 20. dílu série, ale v listopadu 2013 bylo oznámeno, že místo toho bude mít nový seriál plnohodnotný pilotní díl. V samotném seriálu Flash Arrow se svými spolupracovníky několikrát hostoval.
V létě 2015 měl na serveru CW Seed premiéru animovaný internetový seriál Vixen, který se odehrává ve stejném fikčním světě, tzv. Arrowverse, a ve kterém si Amell a Gustin zopakovali svoje role Olivera Queena / Arrowa a Barryho Allena / Flashe. Postavu Mari McCabe / Vixen namluvila Megalyn Echikunwoke, která ji ztvárnila i v epizodě „Taken“ ve čtvrté řadě Arrowa v roce 2016.
Po úspěchu Arrowa a Flashe objednala televize pro sezónu 2015/2016 další spin-off nazvaný Legends of Tomorrow, ve kterém hlavní hrdinský tým tvoří různé vedlejší postavy z obou seriálů. V něm hostuje i Arrow a některé další postavy jeho show.
Ve čtvrté řadě Arrowa se na podzim 2015 v díle „Haunted“ objevil také lovec démonů John Constantine s podobou Matta Ryana, jenž tuto postavu ztvárnil v seriálu Constantine, vysílaném v letech 2014–2015 a zrušeném po první řadě.
Během páté řady seriálu Arrow proběhl na podzim 2016 crossover „Invasion!“ mezi třemi superhrdinskými seriály stanice The CW – Arrow, Flash a Legends of Tomorrow, ve kterém se představila i Supergirl ze stejnojmenného seriálu. Na podzim 2017 uskutečnila stanice The CW čtyřdílný crossover „Crisis on Earth-X“ mezi všemi čtyřmi seriály a na podzim 2018 byl vysílán třídílný crossover „Elseworlds“ (bez Legends of Tomorrow). Crossover „Crisis on Infinite Earths“ z přelomu let 2019 a 2020 čítal pět dílů a zahrnoval kromě Arrowa, Flashe, Supergirl a Legends of Tomorrow také nový seriál Batwoman. Přičleněn byl i dosud samostatně odehrávající se seriál Black Lightning. Tento crossover zároveň posloužil pro celkový reboot příběhové kontinuity celého fikčního světa Arrowverse.

## Ocenění a nominace
| Rok  | Ocenění                                   | Kategorie                                            | Nominovaní | Výsledek  |
| ---- | ----------------------------------------- | ---------------------------------------------------- | --- | --------- |
| 2012 | IGN Awards                                | nejlepší televizní superhrdina                       | Stephen Amell | nominace  |
| 2012 | Satellite Awards                          | nejlepší žánrový televizní seriál                    | | nominace  |
| 2013 | Broadcast Music, Inc.                     | nejlepší seriálová hudba                             | Blake Neely | vítězství |
| 2013 | Canadian Society of Cinematography Awards | nejlepší kamera: seriál (drama)                      | Glen Winter (za díl: „Nový začátek“) | vítězství |
| 2013 | IGN Awards                                | nejlepší seriálový superhrdina                       | Stephen Amell | nominace  |
| 2013 | Leo Awards                                | nejlepší seriál: drama                               | Joseph Patrick Finn, Greg Berlanti, Marc Guggenheim, Andrew Kreisberg, Melissa Kellner Berman, Drew Greenberg, Jennifer Lence, Wendy Mericle, Carl Ogawa | nominace  |
| 2013 | Leo Awards                                | nejlepší kamera                                      | Gordon Verheul (za díl: „Osamělý střelec“) | nominace  |
| 2013 | Leo Awards                                | nejlepší kamera                                      | Glen Winter (za díl: „Nový začátek“) | vítězství |
| 2013 | Leo Awards                                | nejlepší vizuální efekty                             | Jean-Luc Dinsdale, Pauline Burns, Andrew Orloff, Dave Gauthier (za díl: „Spálený“)                                                                       | vítězství |
| 2013 | Leo Awards                                | nejlepší výprava                                     | Richard Hudolin (za díl: „Nový začátek“) | vítězství |
| 2013 | Leo Awards                                | nejlepší castingový režisér                          | Coreen Mayrs, Heike Brandstatter (za díl: „Nevinný člověk“)                                                                                              | nominace  |
| 2013 | Leo Awards                                | nejlepší kaskadérský tým                             | J.J. Makaro (za díl: „Nový začátek“) | vítězství |
| 2013 | Leo Awards                                | nejlepší kaskadérský tým                             | J.J. Makaro (za díl: „Vertigo“) | nominace  |
| 2013 | NewNowNext Awards                         | nejlepší nový seriál                                 | | nominace  |
| 2013 | NewNowNext Awards                         | ocenění, protože jsi sexy                            | Stephen Amell | nominace  |
| 2013 | People's Choice Awards                    | nejoblíbenější nové seriálové drama                  | | nominace  |
| 2013 | Cena Saturn                               | nejlepší seriál orientovaný na mladé publikum        | | nominace  |
| 2013 | Teen Choice Awards                        | nejlepší seriálový herec: fantasy/scifi              | Stephen Amell | nominace  |
| 2013 | Teen Choice Awards                        | nejlepší seriálová herečka: fantasy/sci-fi           | Katie Cassidy | nominace  |
| 2013 | Teen Choice Awards                        | objev roku: seriál                                   | | nominace  |
| 2013 | Teen Choice Awards                        | objev roku: herec/herečka                            | Stephen Amell | nominace  |
| 2014 | Constellation Awards                      | nejlepší seriálový herec: sci-fi                     | Stephen Amell (za díl: „Odysea“) | nominace  |
| 2014 | Constellation Awards                      | nejlepší seriál: sci-fi                              | | nominace  |
| 2014 | IGN Awards                                | nejlepší seriál: akční                               | | vítězství |
| 2014 | IGN Awards                                | nejlepší adaptace komiksu do televizního seriálu     | | nominace  |
| 2014 | IGN Awards                                | nejlepší televizní padouch                           | Jeffrey C. Robinson | nominace  |
| 2014 | IGN Awards                                | nejlepší televizní hrdina                            | Stephen Amell | nominace  |
| 2014 | Leo Awards                                | nejlepší kamera                                      | Gordon Verheul (za díl: „Oběť“) | nominace  |
| 2014 | Leo Awards                                | nejlepší masky                                       | Danielle Fowler (za díl: „Přátelé si drž u těla, nepřátele ještě blíž“)                                                                                  | nominace  |
| 2014 | Leo Awards                                | nejlepší herečka v hlavní roli                       | Emily Bett Rickards (za díl: „Tři duchové“) | nominace  |
| 2014 | Leo Awards                                | nejlepší herec v hlavní roli                         | Stephen Amell (za díl: „Zkouška ohněm“) | nominace  |
| 2014 | Leo Awards                                | nejlepší seriál                                      | Greg Berlanti, Joseph P. Finn, Marc Guggenheim, Andrew Kreisberg, Wendy Mericle                                                                          | nominace  |
| 2014 | Leo Awards                                | nejlepší kaskadérský tým                             | J.J. Makaro (za díl: „Vědec“) | nominace  |
| 2014 | People's Choice Awards                    | nejoblíbenější seriálový herec: sci-fi/fantasy       | Stephen Amell | nominace  |
| 2014 | Satellite Awards                          | nejlepší žánrový televizní seriál                    | | nominace  |
| 2014 | Cena Saturn                               | nejlepší seriál orientovaný na mladé publikum        | | nominace  |
| 2014 | Teen Choice Awards                        | seriálový objev roku: herec/herečka                  | Emily Bett Rickards | nominace  |
| 2014 | Teen Choice Awards                        | nejlepší televizní seriál: sci-fi/tantasy            | | nominace  |
| 2014 | Young Hollywood Awards                    | nejlepší superhrdina                                 | Stephen Amell | nominace  |
| 2015 | Leo Awards                                | nejlepší kostýmy                                     | Maya Mani (za díl: „Sebevražedný oddíl“) | nominace  |
| 2015 | Leo Awards                                | nejlepší herečka v hlavní roli                       | Emily Bett Rickards (za díl: „Důkaz smrti“) | nominace  |
| 2015 | MTV Fandom Awards                         | nejlepší pár                                         | Stephen Amell a Emily Bett Rickards | vítězství |
| 2015 | PRISM Awards                              | nejlepší příběh ve víceepizodním dramatickém seriálu | Katie Cassidy | vítězství |
| 2015 | Cena Saturn                               | nejlepší adaptace superhrdiny v televizním seriálu   | | nominace  |
| 2015 | Teen Choice Awards                        | nejlepší seriálový herec: sci-fi/fantasy             | Stephen Amell | nominace  |
| 2015 | Teen Choice Awards                        | nejlepší seriálová herečka: sci-fi/fantasy           | Emily Bett Rickards | nominace  |
| 2015 | Teen Choice Awards                        | nejlepší seriálový polibek                           | Stephen Amell a Emily Bett Rickards | nominace  |
| 2015 | Teen Choice Awards                        | nejlepší seriál: sci-fi/fantasy                      | | nominace  |
| 2015 | Teen Choice Awards                        | nejlepší seriálový zloduch                           | Matt Nable | nominace  |
| 2016 | MTV Fandom Awards                         | nejlepší pár                                         | Stephen Amell a Emily Bett Rickards | vítězství |
| 2016 | People's Choice Awards                    | nejoblíbenější seriál: sci-fi/fantasy                | | nominace  |
| 2016 | Cena Saturn                               | nejlepší adaptace superhrdiny v televizním seriálu   | | nominace  |
| 2016 | Mediální cena GLAAD                       | nejlepší seriál: drama                               | | nominace  |
| 2016 | Teen Choice Awards                        | nejlepší seriálový polibek                           | Stephen Amell a Emily Bett Rickards | nominace  |
| 2016 | Teen Choice Awards                        | nejlepší seriálová herečka: akční                    | Emily Bett Rickards | nominace  |
| 2016 | Teen Choice Awards                        | nejlepší seriál: sci-fi/fantasy                      | | nominace  |
| 2017 | Leo Awards                                | nejlepší kamera (drama)                              | Shamus Whiting-Hewlett | nominace  |
| 2017 | Leo Awards                                | nejlepší herečka v hlavní roli (drama)               | Emily Bett Rickards | nominace  |
| 2017 | Leo Awards                                | nejlepší kaskadérský tým (drama)                     | Curtis Braconnier, Eli Zagoudakis | vítězství |
| 2017 | MTV Movie & TV Awards                     | nejlepší superhrdina                                 | Stephen Amell | nominace  |
| 2017 | People's Choice Awards                    | nejlepší seriál: sci-fi/fantasy                      | | nominace  |
| 2017 | Cena Saturn                               | nejlepší adaptace superhrdiny v televizním seriálu   | | nominace  |
| 2017 | Teen Choice Awards                        | nejlepší seriálový herec: akční                      | Stephen Amell | nominace  |
| 2017 | Teen Choice Awards                        | nejlepší seriálová herečka: akční                    | Emily Bett Rickards | nominace  |
| 2017 | Teen Choice Awards                        | nejlepší seriál: akční                               | | nominace  |
| 2017 | Teen Choice Awards                        | nejlepší seriálový zloduch                           | Josh Segarra | nominace  |
| 2018 | People's Choice Awards                    | nejlepší seriál: sci-fi/fantasy                      | | nominace  |
| 2018 | Cena Saturn                               | nejlepší adaptace superhrdiny v televizním seriálu   | | nominace  |
| 2018 | Leo Awards                                | nejlepší kamera (drama)                              | Corey Robson (za díl: „Kdo jsi?“) | nominace  |
| 2018 | Leo Awards                                | nejlepší kaskadérský tým                             | Curtis Braconnier a Eli Zagoudakis (za díl: „Fallout“)                                                                                                   | nominace  |
| 2018 | Teen Choice Awards                        | nejlepší seriálový herec: akční                      | Stephen Amell | nominace  |
| 2018 | Teen Choice Awards                        | nejlepší seriálová herečka: akční                    | Emily Bett Rickards | nominace  |
| 2018 | Teen Choice Awards                        | nejlepší seriálový pár                               | Stephen Amell a Emily Bett Rickards | nominace  |
| 2018 | Teen Choice Awards                        | nejlepší seriál: akční                               | | nominace  |